# Fórián Éva
Fórián Éva (Debrecen, 1960. április 3. –) sportlövő.

## Életpályája
14 éves korában kezdett el versenyezni. Tizenegyszer választották az év sportlövőnőjének (1978–1981, 1983–1986, 1991–1993). Puskás versenyszámokban indult, érdekesség, hogy 1977–1980 között a férfiak mezőnyében is.
Egyéniben világversenyen kétszer (1986, 1991), európai kontinensversenyen pedig négyszer lett bajnok (1979, 1982, 1984, 1993), utóbbin egyszer ezüst- (1981) és két alkalommal bronzérmet (1982, 1988) szerzett.
Csapatával háromszor nyert Európa-bajnokságot (1988, 1991, 1993), két alkalommal lettek másodikak (1981, 1989) és ötször bronzérmesek (1985, 1987, 1990, 1992, 1995). Világbajnokságon három alkalommal (1983, 1990, 1991) szerezték meg a második és két alkalommal a harmadik helyet (1985, 1989).
1988-ban edzői oklevelet szerzett a Testnevelési Főiskolán.

## Díjai, elismerései
- Kemény Ferenc-díj (1992)

## Olimpiai eredményei
| Olimpia | Helyezés | Sportág       | Versenyszám              | Egyesület             |
| ------- | -------- | ------------- | ------------------------ | --------------------- |
| 1980    | 11.      | sportlövészet | kisöbű puska összetett   | MHSZ Nyíregyháza ÉVLK |
| 1988    | 12.      | sportlövészet | légpuska                 | BHSE                  |
| 1988    | 26.      | sportlövészet | standard puska összetett | BHSE                  |
| 1992    | 4.       | sportlövészet | standardpuska összetett  | BHSE                  |
| 1992    | 7.       | sportlövészet | légpuska                 | BHSE                  |
| 1996    | 31.      | sportlövészet | légpuska                 | BHSE                  |
| 1996    | 30.      | sportlövészet | standardpuska összetett  | BHSE                  |